# Daniel Farhi
Pour les articles homonymes, voir Farhi.
Daniel Farhi est un rabbin libéral français né le 18 novembre 1941 à Paris et mort le 23 août 2021 à Nice.

## Biographie
Ses parents Samuel et Estréa Farhi sont originaires d’Izmir (Smyrne) en Turquie.
Pendant la guerre, il est caché avec sa jeune sœur Françoise par une famille protestante de Besançon, Georges et Juliette Allenbach, qui ont été nommés Justes parmi les nations par l’État d’Israël.
Il reçoit sa semikha (ordination rabbinique)  en février 1966, au séminaire rabbinique (réformé) de la rue Servandoni à Paris des mains du rabbin Solomon B. Freehof.
Il est rabbin de l’Union libérale israélite de France de 1967 à 1977, succédant ainsi au rabbin André Zaoui dont il est le disciple.
Le 2 juin 1977, il fonde le Mouvement juif libéral de France (MJLF), avec le président Roger Benarosh et Colette Kessler directrice de l'enseignement, puis en février 1981, il crée la revue Tenou'a, qui est tout à la fois une revue communautaire et une revue de pensée juive libérale.
Daniel Farhi défend l’idée qu'il y a des points où la loi juive (Halakha) doit continuer à être modifiée, en attendant le retour éventuel du sanhédrin (tribunal de rabbins), pour pouvoir être applicable dans le monde moderne et ainsi perdurer.
Il est actif dans le dialogue avec chrétiens et musulmans. 
Il œuvre pour la défense de la mémoire de la Shoah. Ami de Serge Klarsfeld et de sa femme Beate, il milite avec eux depuis 1975 au sein de l’Association des fils et filles de déportés juifs de France (FFDJF). Ils furent arrêtés et emprisonnés en Allemagne pour avoir tenté d’obtenir le jugement des criminels nazis. Il a organisé huit pèlerinages à Auschwitz.
Il a initié et instauré depuis 1990, une lecture publique de 24 heures des noms des déportés juifs de France, à partir du mémorial de la déportation des juifs de France de Serge Klarsfeld.
Il est membre du comité de parrainage de l’association La paix maintenant.
Depuis janvier 2010, il crée et anime le Centre Culturel Judéo-Espagnol/Al Syete (CCJE), association fédérant différentes associations judéo-espagnoles existantes, et dont l'objet est la sauvegarde et la transmission de la culture et des traditions des judéo-espagnols à Paris.
En 2012, à la suite d'une plainte,  Daniel Farhi est mis en examen pour une agression sexuelle sur une mineure commise en 1990,. En 2015, l'affaire judiciaire se termine par un non-lieu,.
Marié et père de trois enfants, dont le rabbin Gabriel Farhi, le rabbin Daniel Farhi meurt à Nice à l'âge de 79 ans le 23 août 2021,.

## Distinctions
Daniel Farhi est chevalier dans l’ordre national du Mérite depuis 1988, distinction remise par Elie Wiesel, ancien déporté et prix Nobel de la paix.
Il est également chevalier de la Légion d’honneur depuis 1993 distinction remise par Simone Veil, ancienne déportée et ministre.
Le 1er janvier 2012, il est promu officier de la Légion d'honneur, sur la réserve particulière du président de la République. Le 6 mai 2015, les insignes d'officier de la Légion d'honneur lui sont remis par Serge Klarsfeld au cours d'une cérémonie tenue au Mémorial de la Shoah.

## Publications
Livres de prières
- Siddour Taher Libénou
- Mahzor Anénou

Essais
- Parler aux enfants d’Israël
- Un judaïsme dans le siècle, Berg International, 1997,  (ISBN 2911289129)
- Au dernier survivant
- Paroles sur la Shoah, Albin Michel, 2007
- Anthologie du judaisme libéral, Daniel Farhi et Pierre Haiat, Parole et Silence, 2007
- Au dernier survivant, Albin Michel, 2008

Livre d’entretiens
- Profession Rabbin, Albin Michel, 2006.